# Jamison Gibson-Park

a Compétitions nationales et continentales officielles uniquement.

b Matchs officiels uniquement.
Dernière mise à jour le 4 août 2025.
Jamison Gibson-Park, né le 10 mai 1992 à l'île de la Grande Barrière (Nouvelle-Zélande), est un joueur international irlandais de rugby à XV. Il joue au poste de demi de mêlée au Leinster Rugby en United Rugby Championship depuis 2016.

## Biographie

### Jeunesse et formation
Gibson-Park est né et a grandi sur l'île de la Grande Barrière, avant de déménager à Gisborne à dix ans. Développant sa pratique rugbystique dans la Gisborne Boys' High School, il intègre ensuite l'académie de Taranaki,.

### Carrière en club
Gibson-Park fait ses débuts pour Taranaki en 2012, disputant les deux premiers matchs de Ranfurly Shield de la saison contre King Country et Wanganui, où les représentants de la province de Taranaki conservent leur titre,,.
Il participe ensuite au championnat national des provinces, et apparait alors comme la révélation de Taranaki, marquant quatre essais en onze apparitions,. Avec la province, il remporte le championnat national en 2014.
En 2013, il intègre le groupe des Blues pour le Super Rugby, jouant son premier match lors de la défaite 21-28 des siens contre les Bulls au quatrième tour de la compétition. Gibson-Park fait également partie de l'équipe des Blues qui affronte la France en juin, se trouvant une place sur la feuille de match à la suite de la blessure du All Black Piri Weepu. Au fil des saisons, il devient un joueur essentiel de la franchise d'Auckland.
En octobre 2015, Gibson-Park rejoint l'autre franchise de Super Rugby des Hurricanes, l'entraineur Chris Boyd cherchant un remplaçant à Chris Smylie, parti pour l'Italie.
Remplaçant de TJ Perenara lors de la saison 2016 où les Hurricanes remportent leur premier titre de Super Rugby, Gibson-Park quitte ensuite la Nouvelle-Zélande pour rejoindre la province irlandaise du Leinster qui évolue en Pro12 pour la saison 2016-2017,,.
Gibson-Park prend rapidement une place importante dans l'effectif d'un Leinster qui fait alors partie des tout meilleurs clubs d'Europe, prenant part aux multiples titres en Pro14 et à la victoire en Coupe d'Europe en 2018. D'abord principalement remplaçant de Luke McGrath dans les matchs clés,, il prend peu à peu l'ascendant par rapport à l'international irlandais — prenant par exemple sa place de titulaire pour la finale de Pro14 2020 — et finissant même par le doubler dans la hiérarchie pour l'équipe nationale,,.
En 2021-2022, sa province se qualifie dans un premier temps en finale de la Coupe d'Europe après avoir éliminé le Connacht, Leicester et le Stade toulousain. En finale, face au Stade rochelais, il est titulaire mais son équipe est battue sur le score de 21 à 24. En United Rugby Championship, le Leinster est éliminé en demi-finale par l'équipe sud-africaine des Bulls. Encore une fois en 2022-2023, son équipe est dans un premier temps éliminée en demi-finale du United Rugby Championship par le Munster qui remportera la compétition. Toutefois, la province se qualifie en finale de la Champions Cup où elle affronte le Stade rochelais pour la seconde année consécutive. Pour cette rencontre, Jamison Gibson-Park est titulaire mais les Rochelais l'emportent une fois de plus, sur le score de 27 à 26. Il perd ainsi sa deuxième finale dans la compétition en deux ans,.
Durant la saison 2024-2025, il remporte la finale du United Rugby Championship en battant les Sud-Africains des Bulls sur le score de 32 à 7. Il s'agit du premier titre gagné par le Leinster depuis 2021, après de nombreuses finales perdues.

### Carrière en sélection
En 2012, Gibson-Park est convoqué avec l'équipe néo-zélandaise des moins de 20 ans, notamment pour le Championnat du monde junior, mais ne connait finalement pas de sélection avec les Baby Blacks,.
Mais, alors qu'il a seulement 20 ans et n'a joué que onze matches pour Taranaki, Jamie Joseph l'appelle avec les Māori All Blacks, pour la tournée de fin d'année 2012 en Angleterre, jouant contre les Leicester Tigers, une sélection de joueurs du RFU Championship et l'équipe du Canada de Kieran Crowley.
Devenu éligible pour l'Irlande du fait de sa résidence en juillet 2020, Gibson-Park est sélectionné par  Andy Farrell en équipe d'Irlande en octobre 2020 pour la reprise du Six Nations 2020 post-confinement. Il fait ainsi ses débuts en tant que remplaçant de Conor Murray contre l'Italie le 24 octobre 2020.
Début janvier 2023, il est convoqué par Andy Farrell pour disputer le Tournoi des Six Nations 2023. Touché aux ischios jambiers, il manque le début du tournoi, avant de faire son retour pour les deux dernières journées. Il joue donc seulement deux matchs dont un en tant que titulaire et l'Irlande remporte la compétition en réalisant le Grand Chelem.
Fin mai 2023, il est présélectionné dans un groupe de 42 joueurs pour préparer la Coupe du monde 2023 avec son pays,.
En janvier 2024, il est sélectionné pour le Tournoi des Six Nations.
Début mai 2025, il est convoqué pour la tournée des Lions britanniques et irlandais en Australie. Il honore sa première sélection avec cette équipe face à l'Australie le 19 juillet suivant. 

## Palmarès

### En club
- Leinster
  - Vainqueur du Pro14/United Rugby Championship en 2018, 2019, 2020, 2021 et 2025.
  - Finaliste de la Coupe d'Europe en 2022, 2023 et 2024.

### En sélection nationale
- Irlande
  - Vainqueur du Tournoi des Six Nations en 2023 (Grand Chelem) et 2024.

### Distinctions personnelles
- Membre de l'équipe-type du Tournoi des Six Nations en 2024.